# Meigenia concolor
Meigenia concolor là một loài ruồi trong họ Tachinidae.